# 地中海救急医学会
地中海救急医学会（ちちゅうかいきゅうきゅういがくかい、Mediterranean Emergency Medicine Congress、略称：MEMC）は、ヨーロッパとアメリカの救急医を中心として組織された学術会議。

## 概要
ヨーロッパとアメリカの救急医を中心として組織された学術会議。名称の通り、2001年より地中海沿岸の都市で救急医学を主題とした学会を隔年で開催している。当初は、開催エリアが重なるヨーロッパ救急医学会と交互開催の形式をとっていたが、近年、アメリカ救急医学アカデミー（American Academy of Emergency Medicine）と地中海救急医学アカデミー（Mediterranean Academy of Emergency Medicine）の合同開催となっている。

## 学術集会の開催
地中海救急医学会は、第1回は2001年にストレーザ（イタリア）、第2回は2003年にシッチェス（スペイン）、第3回は2005年にニース（フランス）、第4回は2007年にソレント（イタリア）、第5回は2009年にバレンシア（スペイン）で開催され、第6回が2011年、コス（ギリシャ）で、第7回は2013年にマルセイユ（フランス）で、第8回は2015年にローマ（イタリア）で、第9回は2019年にドゥブロヴニク（クロアチア）で開催された。第10回は2021年にセントジュリアン（マルタ）で開催予定である。